# Rejkovice (Louňovice pod Blaníkem)
Rejkovice (Duits: Reikowitz of Reikowitz an Planick) is een Tsjechische plaats in de gemeente Louňovice pod Blaníkem, regio Midden-Bohemen, en maakt deel uit van het district Benešov. Het dorp ligt op 2,5 kilometer afstand van Louňovice pod Blaníkem.
Rejkovice telt 5 inwoners (2021).

## Geschiedenis
De eerste schriftelijke vermelding van het dorp dateert van 1420.
In 1960 werd Rejkovice, samen met Louňovice pod Blaníkem, ingedeeld bij het district Benešov.

## Verkeer en vervoer

### Autowegen
Er leidt een regionale weg naar het dorp.

### Spoorlijnen
Er is geen station in de gemeente. Het dichtstbijzijnde station is in Vlašim, op zo'n dertien kilometer afstand. Dat station ligt aan de spoorlijn van Benešov naar Vlašim.

### Buslijnen
Er is geen bushalte in het dorp. De dichtstbijzijnde halte is in Býkovice, op zo'n 650 meter afstand:
| Halte                            | Lijn(en) | Traject(en)         | Vervoerder(s) |
| -------------------------------- | -------- | ------------------- | ------------- |
| Louňovice pod Blaníkem, Býkovice | 750      | Benešov - Načeradec | CŠAD Benešov  |

## Bezienswaardigheden
- Monumentale klokkentoren

## Galerij

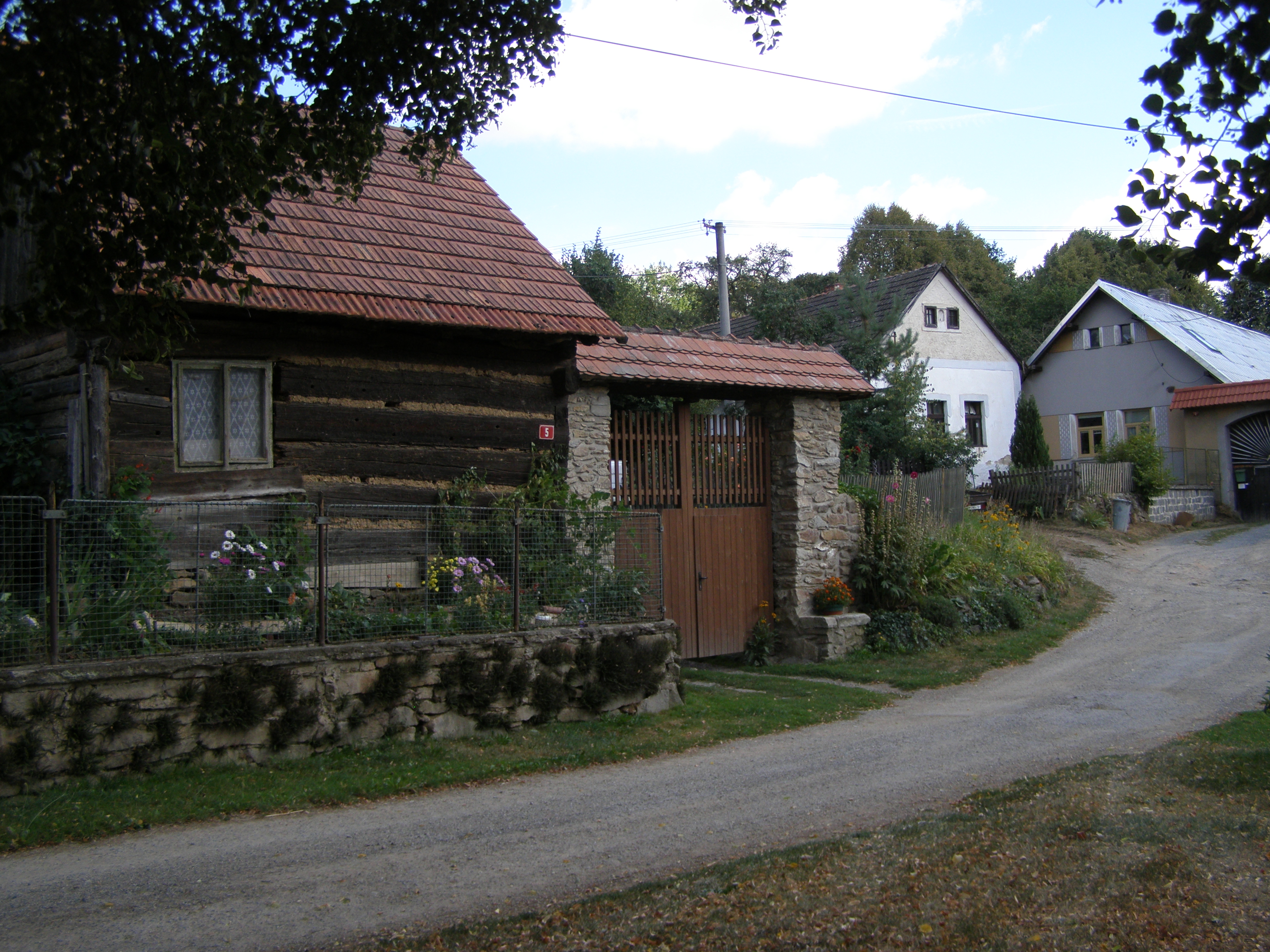
Huizen in het dorp (2018)
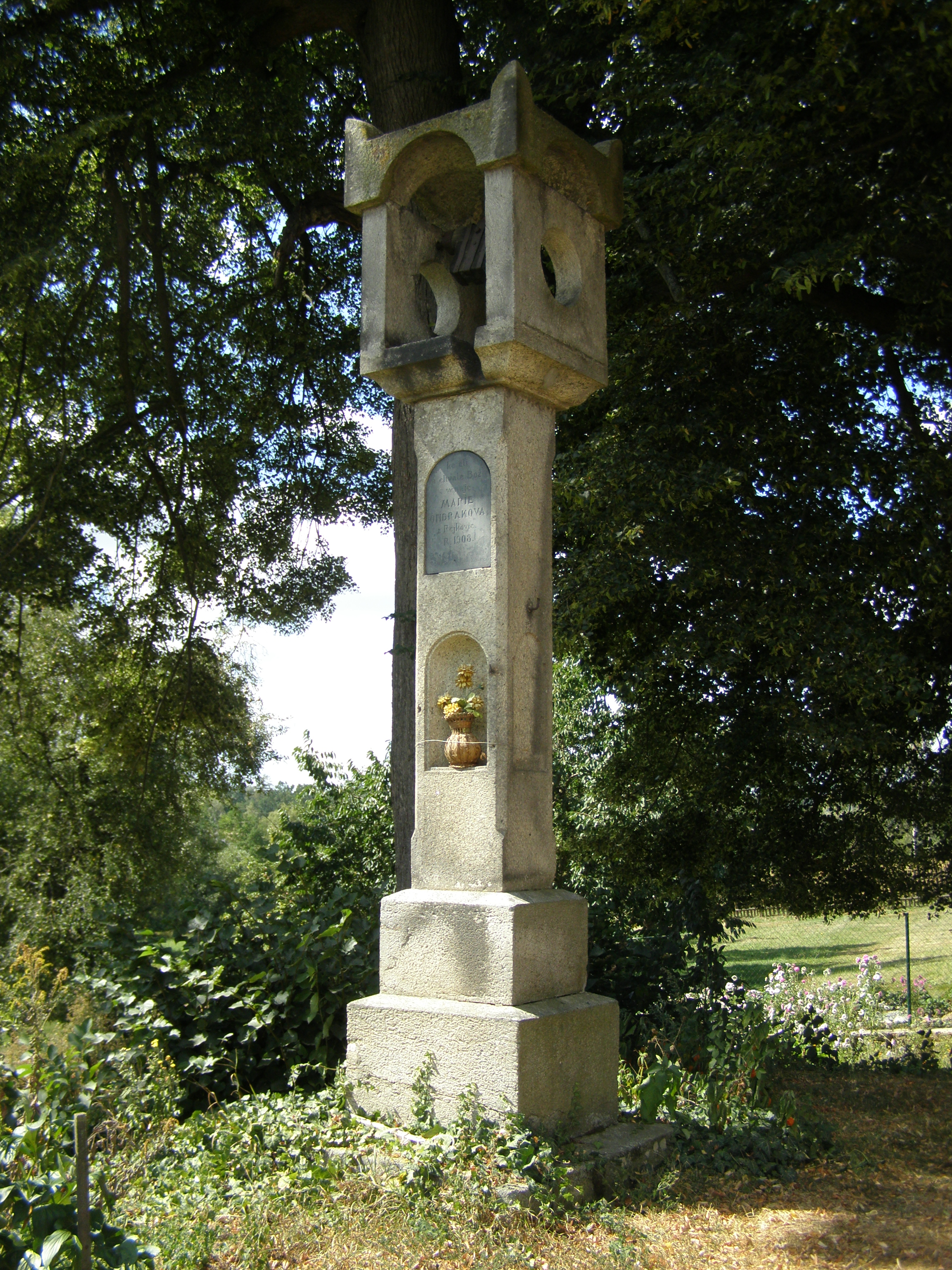
Klokkentoren (2018)